# Шаванн-ле-Верон
Шаванн-ле-Верон (фр. Chavannes-le-Veyron) — громада  в Швейцарії в кантоні Во, округ Морж.

## Географія
Громада розташована на відстані близько 85 км на південний захід від Берна, 17 км на північний захід від Лозанни.
Шаванн-ле-Верон має площу 2,6 км², з яких на 6% дозволяється будівництво (житлове та будівництво доріг), 68,4% використовуються в сільськогосподарських цілях, 24,8% зайнято лісами, 0,8% не є продуктивними (річки, льодовики або гори).

## Демографія
2019 року в громаді мешкало 152 особи (+22,6% порівняно з 2010 роком), іноземців було 15,8%. Густота населення становила 58 осіб/км².
За віковим діапазоном населення розподілялося таким чином: 24,3% — особи молодші 20 років, 60,5% — особи у віці 20—64 років, 15,1% — особи у віці 65 років та старші. Було 58 помешкань (у середньому 2,6 особи в помешканні).